# ماکسیمینوس ترکس
ماکسیمینوس ترکس با نام اصلی گایوس جولیوس وروس ماکسیمینوس (به انگلیسی: Gaius Julius Verus Maximinus) (زادهٔ حدود ۱۷۳ – درگذشتهٔ ۲۳۸) که او را ماکسیمین یا ماکسیمینوس نیز نامیده‌اند، امپراتور روم بین سال‌های ۲۳۵ تا ۲۳۸ میلادی بود. او نخستین سربازی بود که با پیمودن مدارج نظامی به مقام امپراتوری روم رسید و دوران حکومتش زمینه‌ساز بروز نیم قرن جنگ داخلی در درون امپراتوری شد.

## سال‌های آغازین
گایوس جولیوس وروس ماکسیمینوس در حدود سال ۱۷۳ میلادی در سوپیانه (پچ امروزی در جنوب غربی مجارستان) شهری در پانونیای پایینی (از استانهای روم) زاده شد. پدر وی به پیشه حسابداری در دفتر فرماندار مشغول بود و نیاکان او از تبار کارپی (از تیره های داسی) بودند و بفرمان دیوکلتین از زادگاه خود در داکیه به پانونیا تبعید و جابجا شده بودند. او تا پیش از نام‌نویسی در ارتش به شغل چوپانی مشغول بود و پس از ورود به ارتش به دلیل قدرت بسیار زیادی که داشت مورد توجه امپراتور وقت سپتیموس سوروس (۱۹۳–۲۱۱) قرار گرفت. با این حال ماکسیمینوس تا پیش از به قدرت رسیدن الکساندر سوروس (۲۲۲–۲۳۵) از نظر درجهٔ نظامی، یک سرباز ساده بود و پس از روی کار آمدن امپراتور جدید به مقام فرماندهی سپاه در منطقهٔ راین رسید.

## دوران امپراتوری
| ماکسیمینوس ترکس                                     |
| گوردیان یکم و گوردیان دوم                           |
| پوپینوس و بالبینوس، به‌طور صوری همراه با گوردیان سوم |
| گوردیان سوم                                         |
| --------------------------------------------------- |

با قتل الکساندر سوروس و مادر مداخله گر، تاثیرگذار و قدرتمندش جولیا مامیا در سال ۲۳۵ میلادی به دست سربازان یاغی که از سلطه جولیا مامیا بر امپراتوری و تصمیمات پسرش امپراتور وقت الکساندر و از این که امپراتور یک بچه ننه ضعیف بود راضی نبودند و با این قتل، ماکسیمینوس از سوی سپاه راین در ۲۰ مارس ۲۳۵ به عنوان امپراتور جدید روم اعلام گردید. بدین ترتیب او نخستین سرباز در طول تاریخ روم بود که پس از مدارج نظامی به مقام امپراتوری آن سرزمین می‌رسید.
ماکسیمینوس بیشتر دوران زمامداری خود را به نبرد با قبایل متجاوز ساکن در کناره‌های دانوب و راین گذراند. او همچنین به بازسازی راه‌ها و جاده‌های این مناطق پرداخت و وجود علامات بسیار زیاد با نام او در این نواحی گواهی است بر تلاش‌های خستگی‌ناپذیر ماکسیمینوس در این باره.

## شورش در آفریقا
در سال ۲۳۸ گروهی از زمینداران در آفریقا که از سیستم مالیاتی امپراتوری ناراضی بودند دست به شورش زدند. آنها کسانی را که برای جمع‌آوری مالیات آمده بودند کشتند و گوردیان کهنسال را امپراتور خود اعلام داشتند. ماکسیمینوس به سرعت این شورش را سرکوب کرد اما دیری نگذشت که سنای روم که از گوردیان حمایت کرده بود او را از قدرت خلع و دو سناتور به نام‌های پوپینوس و بالبینوس را به عنوان امپراتوران جدید روم با قدرت مشترک معرفی نمود. از آنجا که انتخاب این دو نفر مورد قبول افکار عمومی واقع نشد و از سوی دیگر نیز گروهی از رمی‌ها نسبت به گوردیان سوم (نوهٔ گوردیان یکم) علاقه نشان می‌دادند، از این روی اعضای سنا، گوردیان سوم نوجوان را به عنوان ولیعهد برگزیده و عنوان سزار را به او اعطا داشتند.

## درگذشت
با دریافت این اخبار، ماکسیمینوس و سپاهش به سوی رم حرکت کردند اما پس از رسیدن به آکیلیا (در شمال خاوری ایتالیا) با دروازه‌های بستهٔ این شهر در برابرشان مواجه شدند. ماکسیمینوس اقدام به محاصرهٔ شهر کرد اما با مقاومت اهالی آنجا مواجه شد. این محاصره چندین ماه به طول کشید و سرانجام ماکسیمینوس ترکس در آوریل سال ۲۳۸ میلادی به دست سربازان محافظ خود (پرتورینها) کشته شد.